# Xã Ozark, Quận Texas, Missouri
Xã Ozark (tiếng Anh: Ozark Township) là một xã thuộc quận Texas, tiểu bang Missouri, Hoa Kỳ. Năm 2010, dân số của xã này là 476 người.